# منطقة فايا تاي
منطقة فايا تاي (بالإنجليزية: Phaya Thai District)‏ هي منطقة من مناطق بانكوك. يبلغ عدد سكانها 72495 نسمة وذلك حسب إحصائيات سنة 2003. تبلغ مساحتها 9.59 كم².

الموقع في بانكوك